# 段復興
段復興（？—1643年），字仲方，號徽绳，山東陽穀县人。明末政治人物。

## 生平
段復興于天啓七年（1627年）中式山東鄉試第八十名舉人，崇禎七年（1634年）登甲戌科進士 ，工部观政后，八年授户部山东司主事，十年升浙江司郎中，不久养病归乡。十五年起補户部貴州司郎中，九月出官陕西布政使司右參議，分守河西道，驻守慶陽府。崇禎十六年（1643年）十月，李自成占據西安，傳檄諭降。段復興撕裂檄文，集眾防守。月餘之后，李自成军靠近府城，重重圍困，段復興發炮抗敌，坚守良久，渐渐难以支撑。段復興拜辭其母，将妻妾子女聚集於樓上，堆积好木柴，又登城督戰。城陷，段復興回家点燃楼阁，其母也赴火而死。段復興手持鐵鞭，前往北門，擊殺數名敌人之后自刎。士民将其安葬于西河坪，立祠祭祀。慶陽推官靳聖居、安化知縣袁繼登也同時死難。《明史》有传。

## 家族
曾祖段以中，主簿；祖段逢吉，训导；父段鲁望，儒官。

## 延伸阅读
[在维基数据编辑]
 《明史卷二百九十四》，出自《明史》